# Go Home Lake
Go Home Lake är en sjö i Kanada.   Den ligger i District Municipality of Muskoka och provinsen Ontario, i den sydöstra delen av landet, 300 km väster om huvudstaden Ottawa. Go Home Lake ligger 184 meter över havet.